# Kraven el Cazador
Kraven el Cazador (Sergei Kravinoff) es un supervillano ruso que aparece en los cómics estadounidenses publicados por Marvel Comics. Debutando en el número 15 de The Amazing Spider-Man (agosto de 1964) como el enemigo del superhéroe Spider-Man. Desde entonces ha resistido como uno de los enemigos más formidables del lanza-redes y es parte del colectivo de adversarios que conforman la galería de villanos del Spider Man. Sergei también ha entrado en conflicto con otros héroes, como la Pantera Negra y Tigra. Sergei es el hermanastro del supervillano Camaleón y uno de los miembros fundadores de Los Seis Siniestros.
En la primera aparición de Kraven, llama a Spider-Man «el juego más peligroso», una referencia directa al cuento de 1924 del mismo nombre, en el que el general Zaroff, un cazador ruso de caza mayor (y una inspiración principal para el personaje), caza personas por deporte.
Sergei es típicamente retratado como un reconocido cazador de caza mayor cuyo objetivo en la vida es superar a Spider-Man para demostrar que es el mejor cazador del mundo. Aunque a menudo confía demasiado en sus propias habilidades, de las que se jacta, posee un gran sentido del honor y trata a sus adversarios como iguales hasta que se demuestre lo contrario. Debido a esto, Kraven también ha sido representado como un antihéroe y aliado de la Chica Ardilla y, a veces, del propio Spider-Man, a quien llegó a respetar profundamente por las numerosas veces que derrotó a Kraven.
El personaje ha aparecido en numerosas adaptaciones de Spider-Man, incluyendo series animadas y videojuegos. El personaje ganó considerable atención luego de la historia La última cacería de Kraven. En 2009, Kraven se clasificó como IGN 53 a más grande villano de cómic de todos los tiempos. Aaron Taylor-Johnson interpreta a Kraven la película Kraven the Hunter (2024) ambientada en el Universo Spider-Man de Sony.

## Historial de publicaciones
El personaje apareció por primera vez en el número 15 de The Amazing Spider-Man (agosto de 1964), y fue creado por el escritor Stan Lee y el artista Steve Ditko. Aunque ocasionalmente aparecía en los títulos de otros personajes, se usaba con más frecuencia como enemigo de Spider-Man. Es asesinado en la aclamada historia de 1987 de J. M. DeMatteis, Mike Zeck y Bob McLeod, «La Última Cacería de Kraven». Aunque generalmente se considera la historia definitiva de Kraven el Cazador, la historia originalmente tenía un carácter completamente diferente en el papel de Kraven. El escritor DeMatteis relató:

Mientras me preparaba para trabajar en la historia, estaba sentado en mi oficina y mirando un Marvel Universe Handbook y encontré la entrada de Kraven el Cazador. Hasta el día de hoy, no sé si esto fue algo que se estableció en la continuidad, o si quien estaba escribiendo la entrada del Manual lo inventó, pero mencionaron que Kraven era ruso. Para mí, un Dostoievski total fanático, la idea de que Kraven era ruso y tenía el mismo alma rusa torturada que tenían los grandes personajes de Dostoyevsky, abrió esta puerta en mi cabeza y de repente tuve una nueva comprensión de este personaje. Pensé en Kraven y las fuerzas que lo habían impulsado a ser quién y qué era. Este era un personaje en el que nunca había tenido ningún interés en absoluto. Siempre pensé que era uno de los villanos más estúpidos de Spider-Man, pero de repente tuve esta nueva versión del personaje.

A pesar de que Kraven el Cazador es uno de los archienemigos más antiguos de Spider-Man, DeMatteis afirma que ninguno de los miembros del equipo editorial de Marvel se opuso a la propuesta de matarlo en la historia. Kraven regresa más tarde como un fantasma en la novela gráfica The Amazing Spider-Man: Soul of the Hunter, también de DeMatteis, Zeck y McLeod. DeMatteis también escribió «La primera caza de Kraven» para The Sensational Spider-Man Annual '96, un recuento de The Amazing Spider-Man # 15 que incorporó varios retcons de DeMatteis, como que Kraven abusaba del Camaleón.

## Historia del personaje
Sergei Kravinoff (Сергей Кравинов) es un inmigrante ruso, hijo de un aristócrata que huyó a los Estados Unidos con su familia en 1917 después de que la nobleza rusa fuera diezmada por la Revolución de Febrero y el posterior colapso del reinado del zar Nicolás II.
Kraven es un gran cazador de piezas mayores que busca derrotar a Spider-Man para demostrar que es el mejor cazador del mundo. A diferencia de otros cazadores, él generalmente desdeña el uso de armas de fuego o arco y flechas, y prefiere derribar grandes animales peligrosos con sus propias manos. También vive de acuerdo con un código de honor, eligiendo cazar su presa de manera justa. Él consume un suero místico para darse mayor fuerza y ralentizar dramáticamente el proceso de envejecimiento. Fue entrenado como cazador en gran parte por un hombre misterioso llamado Gregor, un mercenario que luchó contra Ka-Zar. En un momento, Kraven era amante de la sacerdotisa vudú Calipso.
Es contactado por su medio hermano Camaleón para derrotar a Spider-Man. Lleva a Spider-Man a Central Park con la ayuda de Camaleón, que se disfraza de Kraven para usarlo como señuelo mientras el verdadero Kraven embosca al héroe. Sin embargo, a pesar de que Kraven ha debilitado a Spider-Man con un dardo venenoso, Spider-Man prevalece al final. Spider-Man demuestra ser una cantera frustrante porque Kraven continuamente subestima el ingenio del superhéroe.
Kraven se convierte en miembro fundador de los Seis Siniestros cuando acepta la oferta del Doctor Octopus de formar un equipo para luchar contra Spider-Man, donde capturan a la Tía May y Betty Brant. Ataca a Spider-Man en Central Park con tres tigres. Spider-Man lucha fácilmente contra los atacantes y asegura la siguiente pista de dónde se encuentran la tía May y Betty Brant. Después de que la tía May y Betty Brant son rescatadas, Kraven el Cazador y el resto de los Seis Siniestros son arrestados por la policía.
Mientras estaba en la Tierra Salvaje, Kraven el Cazador encontró a Gog en una nave espacial con la que tropezó. Al darse cuenta de cuán útil puede ser Gog, Kraven el Cazador decide usarlo en un plan para conquistar la Tierra Salvaje. Después de secuestrar a la visita de Gwen Stacy de un campamento en la Tierra Salvaje, Kraven y Gog luchan contra los héroes Ka-Zar y Spider-Man. Mientras Ka-Zar trata con Kraven, Spider-Man vence a Gog atrayéndolo hacia un parche de arenas movedizas del que se hunde hasta el fondo.

### Fearful Symmetry: Kraven's Last Hunt
Decidido a terminar con su vida a medida que envejece, frustrado por su mala salud y fracaso continuo para vencer a Spider-Man, Kraven establece una última búsqueda de Spider-Man. Después de capturar a Spider-Man, le dispara con una droga inductora de coma y lo entierra vivo en su propiedad. Para completar su victoria, intenta convertirse en el superior claro de Spider-Man al hacerse pasar por una brutal campaña de vigilantes y capturar a Alimaña, el único enemigo que Spider-Man nunca pudo vencer por su cuenta (la última batalla de Spider-Man con Alimaña requirió la asistencia del Capitán América).
Después de que Spider-Man salga de su tumba dos semanas más tarde, Kraven le explica sus acciones y libera a Alimaña, reafirmándole a Kraven que su enemigo es un hombre honorable. Spider-Man va tras Alimaña para evitar su muerte otra vez, dando a Kraven la oportunidad de dejar una última confesión de sus crímenes contra Spider-Man y luego suicidarse. Debido a su suicidio, su alma no puede encontrar descanso hasta que Spider-Man confronta su cadáver resucitado en nombre de Kraven.

### The Gauntlet y Grim Hunt
A través de «The Gauntlet» y «Grim Hunt», Kraven es resucitado de la muerte por Sasha Kravinoff y la familia Kraven con un ritual que usa la sangre de Spider-Man. Se muestra que ahora es explosivamente psicópata y frío con su familia, golpeando a su hijo e hija y expresando poca atención hacia su esposa. Después de ser apuñalado por su hija Ana, Sergei se recupera al afirmar que Sasha lo restauró con sangre corrompida, a la que llama «no vida». Se quita la máscara del cadáver de Spider-Man colgado en la repisa de la chimenea y descubren que Kaine tiene el traje de Spider-Man. Spider-Man, con su traje negro, se enfrenta a Kraven y al resto de la Familia Kravinoff. Spider-Man está tentado de matar a Kraven, pero se niega a hacerlo cuando Julia Carpenter (que ha heredado los poderes de Madame Web después de su muerte) que cometer asesinato no esta en su código moral. Tras su derrota por Spider-Man, Kraven y su familia escapan a la Tierra Salvaje. Mientras estuvo allí, Kraven mata brutalmente a Sasha (quien se quejó de que Kraven tendría que cazarlos para probar su lugar en la familia Kravinoff) y eutanasia a Vladimir. Alyosha huye con disgusto después. Kraven y Ana hablan sobre la reconstrucción de la familia Kravinoff, lo que lleva a Ana a correr a buscar a Alyosha para demostrar que es digna de Kraven y reconstruir la familia Kravinoff.
Más tarde se reveló que en los años 1950, Kraven el cazador fue miembro de los Vengadores de Nick Fury junto a Dominic Fortune I, Dum Dum Dugan, Namora, Silver Sable, Dientes de Sable y Ulysses Bloodstone, el seguimiento de una versión robada del suero Super Soldado combinado con la fórmula Infinita que había sido robada por un grupo de nazis que intentaban crear su propio Capitán América.
Mientras se encuentra en la Tierra Salvaje, el Agente Venom aterriza en el área en una misión no relacionada del gobierno federal. Al confundirlo con Spider-Man, Kraven lo ataca y gana la partida antes de que Venom se escape.
Cuando sus identidades se fracturaron después de una separación temporal, Hulk descubre que Bruce Banner había contratado a Kraven para encontrar la ciudad perdida de Sasquatches. Aunque Hulk no estaba interesado en ayudar a los Sasquatches a lidiar con Kraven, cambia de opinión y golpea a Kraven el Cazador.
Kaine, en el alias de Araña Escarlata, más tarde se encontró con Kraven el Cazador, que estaba vestida como Araña Escarlata para atormentarlo. Con la ayuda de Ana, Kraven secuestró a los amigos de Kaine para motivar a la Araña Escarlata a luchar contra él. Al final, Kaine le dio a Kraven un golpe fatal en el pecho, que paralizó su corazón. Pero usando el mismo ataque, Kaine lo devolvió a la vida supuestamente aún rompiendo la maldición. Después de la pelea, ambos Kravens desaparecieron.

### La Invencible Chica Ardilla
Kraven, que todavía afirma ser maldecido, luchará en las próximas batallas contra la Chica Ardilla en la Universidad Empire State, habiéndose ganado la ira por arremeter contra las ardillas locales, incluido Tippy-Toe. Kraven se va cuando Chica Ardilla le informa de la existencia de monstruos marinos como Giganto y lo reta a cazarlos, en lugar de limitarse a perseguir a la misma presa que hizo antes de su resurrección. Luego regresa para secuestrar a Howard el pato, pero queda atrapado con Howard y Chica Ardilla en una cacería humana mientras la cazan. Después de sobrevivir, él promete solo «cazar a los cazadores».
Durante la historia de Avengers: ¡Standoff!, Kraven el Cazador era un recluso de Pleasant Hill, una comunidad cerrada establecida por S.H.I.E.L.D. que usaba las habilidades de Kobik para convertir a Kraven el Cazador en un cuidador del zoológico. Reunió a algunos de sus compañeros de prisión para ayudarlo a encontrar a Kobik y llevarla al Barón Helmut Zemo.
Durante la parte de «Apertura Salvo» de la historia del Imperio Secreto, Kraven el Cazador es reclutado por el Barón Helmut Zemo para unirse al Ejército del Mal. En el momento en que Manhattan estaba rodeada por un Darkforce Dome, Kraven el Cazador allanó el Daily Bugle para encontrar información sobre la identidad de Spider-Man. Sabiendo que J. Jonah Jameson estaría en peligro, la hija de Phil Sheldon, Jennie, se dirigió a la casa de J. Jonah Jameson para avisarle. Después de que Kraven el Cazador atacara a J. Jonah Jameson, Jennie Sheldon disparó una bengala de señal hacia el cielo. Esto atrajo la atención de Spider-Woman que derrotó a Kraven el Cazador. Jennie Sheldon incluso tomó fotos de la pelea.
En el momento en que Venom (Eddie Brock) se encontró con algunos gente Dinosaurio en las alcantarillas, Kraven el Cazador siguió a Venom y mató a un Ankylosaurus -tipo Dinosaurio Persona antes de enfrentarse a Venom en la batalla. Fue vencido por Venom quien prometió luchar contra Venom nuevamente. Sobre la noticia de la gente Dinosaurio que se encuentran debajo de las calles de la ciudad de Nueva York, el alcalde Wilson Fisk y el comisionado del NYPD, Chris Rafferty designaron a Kraven el Cazador para dirigir un equipo SWAT en las alcantarillas y eliminarlos. Cuando Venom desactivó cada trampa y se enfrentó a Kraven, Venom fue atrapado por sorpresa cuando Kraven el Cazador reveló su aliada secreta Shriek quien usó sus ataques contra Venom y luego colapsó el techo sobre él. Shriek luego le dice a Kraven el Cazador que ella puede tener la cabeza de Eddie Brock después de la misión. Mientras la gente Dinosaurio se alimentan de las ratas que entran en su guarida, Kraven el Cazador se acerca sigilosamente a algunos gente Dinosaurio y los mata. Venom alcanza a Kraven el Cazador y pelea con Shriek. Con la ayuda de Tana, Venom declaró que la gente Dinosaurio no mataban a nadie y que solo sobrevivían bajo tierra. Kraven el Cazador y Shriek son arrestados por el Departamento de Policía de Nueva York ya que el capitán declaró que nunca le gustó Kraven el Cazador de todos modos.
Kraven el Cazador fue contratado por la malvada organización Rampart para atraer al Capitán América hacia ellos. Después de una breve lucha con Kraven el Cazador, el Capitán América fue congelado en hielo por el cañón congelador de Rampart.

### El Legado de Kraven
Kraven también ha tenido algunos hijos donde tres de ellos siguieron sus pasos:
- Vladimir Kravinoff tomó el nombre de «Cazador Siniestro» y decidió perseguir a Spider-Man y varios de sus enemigos. Durante la pelea con Spider-Man, es asesinado por un loco clon de Spider-Man llamado Kaine. Sasha Kravinoff luego sacrifica a Mattie Franklin como parte de un ritual que revive a Vladimir en forma de león humanoide durante la historia de Grim Hunt. Más tarde, Sasha le dijo a Kraven que la aparición de Vladimir fue el resultado de un ritual de reactivación de pruebas para ver si podía devolverle la vida. Vladimir fue sacrificado por Kraven (lo que hace debido al «respeto por los muertos») en la Tierra Salvaje al concluir el arco de The Grim Hunt.
- Algún tiempo después de la muerte de Vladimir, su medio hermano y mutante, Alyosha Kravinoff, se convierte en el segundo Kraven. Ana Kravinoff más tarde lo mató para probarse ante su padre después de que Kraven sacrificara a Vladimir.
- Hubo un tercer hijo llamado Nedrocci «Ned» Tannengarden que intenta matar a Alyosha, pero fue asesinado por el Camaleón (que durante ese tiempo se creyó el original Kraven el Cazador).[41]
- La esposa de Kraven, Sasha Kravinoff, y su hija Ana, fueron parte de un Guantelete en la vida de Spider-Man causando caos y debilitando al cruzado web antes de los eventos que llevaron a resucitar a Kraven de la tumba.

### Xraven
Se reveló durante X-Men / Spider-Man crossover de 2009 que unos años antes, Kraven hizo un trato con Mr Siniestro. Él y Blob rastrearon a los X-Men, y lucharon contra las fuerzas unidas de Spider-Man y los X-Men originales. Kraven huyó después de una corta batalla, pero no antes de herir a cada miembro de los X-Men. Kraven regresó a Siniestro, con muestras genéticas de Cyclops, Marvel Girl, Iceman, Ángel y Bestia. Además, Siniestro solicitó una muestra de su ADN. Mr. Siniestro luego hizo un trato con Carnage para obtener una muestra del simbionte Carnage. Después de eliminar la sensibilidad de la muestra del simbionte Carnage, Mr Siniestro lo combinó con el ADN de los X-Men originales y con Kraven el Cazador, donde usará esta creación más adelante.
Años después de la muerte de Kraven, un ex-Morlock que había mantenido sus poderes después del Día M llamado Joe Buggs fue asesinado por un misterioso cazador de mutantes. Su amigo Ed (que había perdido sus poderes) fue a pedir ayuda a los X-Men. Afirmó que el hombre que mató a Buggs era Kraven el Cazador. Aunque eran escépticos sobre la aparente resurrección de Kraven, los X-Men recurrieron a la ayuda de Spider-Man, que había luchado contra Kraven muchas veces a lo largo de los años. Después de discutir la batalla que tuvieron con Kraven hace años y el hecho de que había dado muestras del ADN de los X-Men a Siniestro para la clonación, las luces se apagaron en el ala donde estaban ubicadas. El cazador atacó y despachó rápidamente a Coloso pero fue mantenido a raya por las redes de Spider-Man. Se liberó afirmando que su nombre es Xraven. Los X-Men se dan cuenta rápidamente de que Xraven tiene todos los poderes de los X-Men originales, y que fue capaz de vencer a Cyclops y Shadowcat, reteniéndola como rehén, dando el ultimátum de que la mataría si no se rindieran. Spider-Man insultó a Xraven, alegando que Kraven nunca amenazaría a una chica indefensa. Xraven quedó momentáneamente aturdido por su comentario, pero atacó de nuevo, alegando que era el «favorecido». Cyclops se da cuenta de la debilidad de Xraven y le dice que Mr. Siniestro lo ve como un peón. Él le dice a Xraven que lea su mente, para que pueda ver el tipo de hombre que Mr Siniestro realmente es. Después de que Xraven vea las memorias de Cyclops, huye pero los X-Men se dan cuenta del hecho de que pudo obtener muestras de ADN de Shadowcat, Coloso, Nightcrawler y Wolverine. Volviendo a Mr Siniestro con las muestras, Mr Siniestro le dice que planeaba clonar una nueva generación de mutantes, y que uniría a todos los mutantes. Después de ver cuáles eran las verdaderas intenciones de Mr Siniestro en los recuerdos de Cíclope, Xraven destruye las muestras, alegando que Mr Siniestro criará esclavos en lugar de guerreros, y Xraven lo ataca. Aunque está claro que Mr. Siniestro sobrevivió a su enfrentamiento con Xraven, actualmente se desconoce si Xraven sobrevivió.
Al investigar a Xraven, el Capitán América no lo considera malvado. Él afirma que Xraven debe ser traído en parte por el asesinato que cometió y en parte para evitar que la familia Kravinoff lo obtenga.
El clon de Xraven posee los poderes combinados de los X-Men originales como la adaptación aérea de Angel, el atavismo genético de Bestia, las explosiones ópticas de Cyclops, la crioquinesis de Iceman y la telepatía de Jean Grey, así como las técnicas de combate, fuerza y agilidad de Kraven el Cazador. Sus poderes telepáticos son capaces de bloquear el sentido araña de Spider-Man, así como los sentidos aumentados de Wolverine. Su mayor resistencia hace posible que sea teletransportado por Nightcrawler repetidamente sin sufrir fatiga. Tiene la piel pálida de color blanco grisáceo, ojos rojos, sin pelo, colmillos, garras y pies grandes, mientras que sus alas tienen una estructura esquelética muy flexible que le permite presionarlas en la parte posterior del torso y las piernas con el bulto más leve visible bajo su ropa. Xraven también tenía una marca negra en forma de diamante en la frente, similar a la de Mr. Siniestro.

## Poderes y habilidades
Al ingerir regularmente la poción hecha de varias hierbas de la jungla sin nombre, Kraven se concede una serie de habilidades que incluyen suficiente fuerza sobrehumana, velocidad, resistencia, agilidad y reflejos para convertirlo en una amenaza física para Spider-Man, aunque estos poderes no son tan desarrollados como aquellos poseídos por Spider-Man. El cuerpo de Kraven también es más duradero y más resistente a ciertas formas de lesiones que el cuerpo de un humano normal. Puede soportar grandes fuerzas de impacto, como caer desde una gran altura o ser golpeado repetidamente por un oponente sobrehumano fuerte. Esto, que podría fácilmente lesionar de gravedad o matar a un humano normal, no daña apenas a Kraven. Los efectos de la poción han alterado drásticamente el proceso de envejecimiento de Kraven hasta el punto de que ha envejecido poco o nada en varias décadas,a pesar de tener más de 70 años de edad,
La poción mejora la vista, el oído y el olfato de Kraven a niveles sobrehumanos, lo que aumenta sus ya impresionantes habilidades de rastreo. Él puede ver más lejos, y con mucha mayor claridad, que un humano normal. Su audición se ha mejorado de manera similar, lo que le permite detectar sonidos que un humano ordinario no puede o sonidos que un humano normal podría detectar, pero a distancias mucho mayores. Kraven puede usar su sentido del olfato para rastrear a un objetivo por esencia, al igual que algunos animales, incluso si el olor ha sido erosionado por factores naturales.
Incluso sin sus poderes sobrehumanos, Kraven es un atleta de nivel olímpico y un talentoso táctico, cazador y combatiente cuerpo a cuerpo. También posee un gran conocimiento de los puntos de presión, tanto en la anatomía de los humanos como en muchos animales. Puede atacar estos grupos de nervios con precisión milimétrica, lo que le permite incapacitar a oponentes o animales más poderosos. Está familiarizado con muchos venenos y tranquilizantes exóticos, que a menudo usa durante sus cacerías.
Debido a un defecto en la ceremonia que lo resucitó, Kraven recibió «la falta de vida... la maldición eterna», como descubrió cuando su hija lo apuñaló en el corazón. Según Kraven, ahora solo puede morir por mano de Spider-Man. Sin embargo, esta maldición aparentemente se rompió cuando Kaine mató temporalmente a Kraven al detener su corazón y luego reiniciarlo con el mismo movimiento.

## Otras versiones

### Marvel 1602
El Kraven de la dimensión, conocido como Karnov, es miembro del Siniestro Sexteto, la dimensión de Seis Siniestros. Además de ser un cazador, Karnov también es un carnicero. La Red de Guerreros (Versiones alternativas de Spider-Man) visitaron el Universo 1602 para tratar con el Sexteto siniestro y capturaron a los villanos.

### Marvel Noir
En Spider-Man Noir, Kraven es representado como un exentrenador de animales en un circo que fue tomado por Norman Osborn, un jefe de la mafia conocido como «El Duende», como uno de sus sicarios y coleccionistas. Fue asesinado cuando una masa de arañas devoradoras de hombres cubrió su cuerpo y comenzó a comerlo. Su acto final fue matar a Osborn cuando su cadáver destrozado por las arañas aterrizó sobre él, diseminando así a los mini devoradores de hombres.

### Marvel Zombies
Kraven se ve en Marvel Zombies: Evil Evolution atacando a los Marvel Apes junto con otros zombis, a menudo hambrientos de carne humana (o en este caso simiesca). También hace una breve aparición en cameo en Marvel Zombies: Dead Days cuando los zombis Seis Siniestros atacan a Wolverine y Magneto. Más tarde se reveló que fue infectado por zombi Sentry de Tierra-Z, propagando la infección por toda la dimensión.

### Marvel Zombies Return
En el primer número, se lo ve con sus compañeros de equipo de Seis Siniestros aterrorizando a la Universidad Empire State después de que Kingpin los contrata para distraer un atraco. Cuando un Spider-Man zombificado llega a la dimensión, Zombi Spider-Man lo zombificó después de que le arrancó violentamente la garganta, mientras los esfuerzos de Spider-Man para resistir su hambre se vieron abrumados por el aroma único de las diversas pociones de la selva de Kraven. Como el siguiente devora a los amigos de Peter junto a los muertos vivientes Seis Siniestros, el muy enojado Zombi Spider Man luego lo mata por esa cosa abrumadora que comenzaron a hacer.

### Old Man Logan
En las páginas de Old Man Logan, Kraven el Cazador estuvo entre los villanos que participaron en la eliminación de los superhéroes. Durante la pelea en Manhattan, Kraven el Cazador salió del callejón después de que Punisher matara a Electro. Se acercó furtivamente a Punisher y lo apuñaló en el pecho.

### Spider-Gwen
En el universo de Spider-Gwen, Kraven el Cazador es un cazador conocido. Para atrapar a Spider-Woman, el capitán de la policía Frank Castle lo contrató.

### Ultimate Marvel
En esta versión, Kraven es una estrella de TV que participa en un reality show en la que va cazando a animales peligrosos que están drogados. Para aumentar su popularidad, decide ir a Nueva York y retar a Spiderman en directo a que le da cacería. Le proponen que use dobles, pero él quiere cazar al original.
Pero, tras seguirle la pista, llega hasta Industrias Hammer, donde Spiderman acaba de vencer al Dr. Octopus. Este le pide que pare y que le ayude con los heridos, pero Kraven se abalanza sobre él, a lo que le responde con una bofetada que le noquea.
Después de esto, es denunciado por alterar el orden público y demás, así que le hunden la reputación, con lo que pierde a su novia y dinero. Con los pocos ahorros que le quedan, decide alterarse genéticamente para pedir la revancha contra Spiderman. Pero en cuanto lanza otro reto en directo, los Ultimates le capturan por ser una mutación ilegal. Es encarcelado junto a los Ultimate Six, pero no incluido en su terapia de grupo. Tras que estos escapen, decide ir con ellos, a pesar de que es el más débil de ellos. Asalta la Casa Blanca y es detenido por los Ultimates.

## Otros medios

### Televisión
- Kraven el cazador, aparece en Iron Man, porción de los superhéroes de Marvel titulado «Acantilados de la Fatalidad» expresado por Chris Wiggins. Él y el camaleón colaboran para robar un láser magneton de Tony Stark.

- Kraven el cazador aparece en Spider-Man, episodio «El cazador y el cazado». J. Jonah Jameson lo contrata para capturar a Zabu para que pueda ser la mascota del Daily Bugle. Él utiliza su fórmula especial, el gas tranquilizante, y una jaula eléctrica para atrapar a Zabu. Cuando Ka-Zar va a Manhattan, Kraven llama a Jameson para atraer a Kraven de su escondite en un plan para cazar Ka-Zar para la publicidad. Kraven se las arregla para atrapar a Mortimer (sobrino de Jameson) y obtiene Ka-Zar enredado en sus vides. Spider-Man llega y lucha con la serpiente mascota de Kraven mientras corta a Jameson y Mortimer escapa. Al evadir otras trampas de Kraven, Spider-Man se las arregla para destruir a los controles que permiten Ka-Zar y Zabu para someter a Kraven y engañarlo para que uno de sus jaulas. Con Kraven entregado a las autoridades, Ka-Zar y Zabu regresaron a la Tierra Salvaje.

- Kraven aparece en la serie animada El Hombre Araña y sus increíbles amigos, episodio «El crimen de todos los siglos», con la voz de Robert Ridgely. Se las arregla para llevar a los dinosaurios de la Tierra Salvaje a Manhattan para probar la existencia de la Tierra Salvaje. Kraven más tarde captura a Firestar para que pueda usar sus poderes para encender una máquina que va a salir del cascarón a su ejército de dinosaurios.

- Kraven el cazador aparece en el 1994, Spider-Man, con la voz de Gregg Berger. Cuando el gran cazador, Sergei Kravinoff es atacado y casi asesinado por hienas mientras que la Dra. Mariah Crawford de ellos, es salvado por la administración de un fármaco milagroso por el Dr. Crawford, que, además de curar sus heridas, le concede agudiza los sentidos y capacidades físicas. Por desgracia, el suero también se le hace cada vez más bestial hasta el punto de que con el tiempo comienza 'la caza como un animal de la selva' y que se hace llamar 'Kraven el cazador'. Hacia el final del episodio «Kraven el Cazador», Kravinoff se cura de su locura. Durante la segunda temporada, Kraven hace un cameo en el episodio «Morbius» que se le informó de la enfermedad que aflige a mutativo hombre araña. Él regresa en el episodio «Duel of the Hunters», durante la cual se le llama en la caza del hombre de araña que tiene, en este punto, mutado en el monstruoso hombre-araña. Su caza se interrumpe inicialmente por el Punisher intención de matar a Spider-Man, pero los dos se trabajan en conjunto para localizar a Spider-Man y hacerlo volver a su forma humana con la ayuda de la Dra. Crawford. En el cuarto episodio de la temporada «El regreso de Kraven», Kraven vuelve a Nueva York y se toma el mismo suero que le causó la transformación inicial en un esfuerzo para localizar a una misteriosa criatura que ha estado atacando a la gente en el Parque Central. Se encuentra con el hombre araña varias veces antes de ser sometido. Kraven continuación, explica que cuando la Dra. Crawford contrajo una peste africana, se toma la decisión de salvar su vida por darle una dosis del mismo milagro con las drogas que había provocado su transformación. Se trabajó para curarla, pero más tarde la llevó a convertirse en el monstruo felino-como él caza actualmente. Mediante la combinación de sus esfuerzos, Spider-Man y Kraven logran restaurar la cordura de la Dra. Crawford, aunque se conserva el cuerpo mutado y capacidades mejoradas de ganado a partir del suero. Kraven y Crawford salen juntos a un lugar desconocido.

- En Spider-Man Unlimited, episodio «Enter the Hunter!», El cazador (voz de Paul Dobson) es el Contratierra versión de Kraven el cazador. Él es uno de los pocos seres humanos que el alto evolutivo permite vivir en las partes altas de la ciudad. Él trabaja como mercenario para los rebeldes y el alto evolutivo y es contratada por éste para cazar y matar, y / o capturar a Spider-Man. Tras irrumpir en su guarida, Spider-Man descubrió que el cazador estaba usando una fórmula tóxica que cuando se mezcla con ciertas feromonas animales da rasgos de ese animal para el bebedor, sino también los venenos de la médula ósea, tornillos hasta el hígado, y reduce su vida útil en la mitad de los que el Hunter declaró que es un sacrificio necesario para la potencia que trae. Spider-Man lo derrota por él trouncing y convirtiendo su sistema de seguridad contra él diciendo que él sabe ahora el secreto de Hunter y si viene después de que los rebeldes o él de nuevo, que va a usar este conocimiento para golpearlo contra el suelo.

- Kraven el cazador aparece en la parte de dos de Spider-Man: La Nueva Serie Animada episodio «Mind Games», con la voz de Michael Dorn. La versión de muerte a la esposa y el marido Gaines por envenenamiento con un suero pero la pareja tuvo dos hijos gemelos (Roxanne Gaines y Roland Gaines) que recibieron poderes hipnotizantes de los efectos del suero. El Gaines gemelos no podía utilizar sus poderes de Kraven como sus sentidos estaban demasiado interesados por sus habilidades. En la primera parte, los gemelos hipnotizan a Spider-Man en el pensamiento de que Kraven mató a Mary Jane Watson y los gemelos lo utilizan este momento para tener a Spider-Man que mate a Kraven. En la segunda parte, Spider-Man y Kraven luchan dentro de un almacén en el que Spider-Man casi mata a Kraven colgándolo. Por suerte, Spider-Man sale del trance en la hipnosis y perdona la vida a Kraven. Kraven en el tiempo de aprendizaje no mató a Mary Jane. Kraven fue entregado al Oficial Barr y enviado de vuelta a la cárcel.

- Sergei Kravinoff aparece en The Spectacular Spider-Man, con la voz de Eric Visbit.[50] Vestido con un chaleco león de temática similar a su homólogo de cómics, que es el cazador más hábil en el mundo conocido, basándose únicamente en sus habilidades naturales y el uso de sus manos desnudas para someter a su presa. En el episodio «Destructive Testing», Kravinoff llegó a Nueva York con Calipso y su león mascota (que fue entrenado para realizar un seguimiento de cualquier cosa) y se había enfrentado a Spider-Man, donde, a su crédito, que ofrece un desafío razonable, pero sigue siendo baja en poco largo. Sin embargo, después de su primera derrota a manos de Spider-Man, se convence de que la única razón por la que perdió fue debido a la fisiología alterada genéticamente de Spider-Man. Como tal, se alista Kravinoff profesor Miles Warren ayuda 's en la obtención de poderes de su propia. El uso de un suero urdido desde la propia investigación de Warren (y sobre la base de Curt Connors de la fórmula del lagarto), Kravinoff está mutado a continuación, en un híbrido de hombre y león-como con elementos de leopardo y guepardo ADN (similar a su versión Ultimate Marvel). Después de la mutación, que luego cambia su nombre a 'Kraven el cazador' y va tras el hombre araña. Con su nueva forma, que fácilmente sobrepasa y supera a Spider-Man en varias ocasiones a lo largo de su lucha (en realidad, obligando a Spider-Man a utilizar todo su fluido banda contra él) y sólo ser sometida por poco después de haber sido atado con la mayor parte de las redes de Spider-Man. Después de su segunda derrota, Kraven es rescatado por Calypso en nombre de Master Planet que le pregunta si le gustaría cazar en un paquete. Esto ocurre en el episodio «refuerzo» cuando es enviado a la primavera Doctor Octopus y Electro de Ravencroft. Sólo se salió con Electro como el Doctor Octopus no quería salir. Por lo tanto, Master Planner logró formar la segunda versión de los Seis Siniestros con él, Mysterio, Buitre, Electro, Sandman y Rhino. Después de Buitre, Electro, Sandman y Rhino fueron derrotados, él y Mysterio atacaron a Spider-Man, donde su lucha llevó a un centro comercial. Fue noqueado por un robot Mysterio en la explosión. Aunque Mysterio fue detenido, Kraven junto a los otros cuatro villanos se extrajeron en el último minuto por el maestro planificador. En el episodio «hampa», el Doctor Octopus (como Master Planet) intenta llamar a Kraven para copia de seguridad, pero el teléfono del Doctor Octopus se atasca por el Duende Verde.

- Kraven el cazador aparece en la segunda temporada de Ultimate Spider-Man, expresado por Diedrich Bader.[51] Esta versión utiliza versiones de alta tecnología de armas de caza tradicionales (como una lanza de hoja de energía y una muñeca- escudo de fuerza gastada) a diferencia de otras versiones. Él aspira a ser el mejor cazador del mundo donde ha estado recogiendo varios artefactos mágicos relacionados con los animales de todo el mundo:
  - En el episodio 4, «Kraven el Cazador», combatió el primer White Tiger (Hector Ayala) para reclamar el amuleto White Tiger y obtener su poder para sí mismo. A pesar de que mata a Héctor, el amuleto se pasa al White Tiger (Ava Ayala). Años después, Kraven llega a Nueva York para cazar a White Tiger, donde utiliza un tambor mística para conducir a White Tiger estando loca. En el Central Park, Kraven utiliza armas y trampas de caza de alta tecnología para tratar de matar a White Tiger y a Spider-Man. Spider-Man trabaja para mantenerla viva, usando su cinta para hacer estallar una granada de sonido de Kraven para escapar. White Tiger es atacada por Kraven en el zoológico y logra deslizar el Tigre Amuleto y capos de blanco con el fin de seguir atacando a Spider-Man y White Tiger como todos los animales en el zoológico se vuelven locos. Kraven persigue a Spider-Man y White Tiger en el zoológico y hasta en algunos árboles. El poder del amuleto del tigre demuestra demasiado para Kraven ya que lo convierte en un humanoide tigre blanco con la capacidad de controlar los tigres blancos del zoológico. Después de una táctica que permite a White Tiger para recuperar el amuleto, Kraven regresa a la normalidad. Spider-Man entonces las tramas de Kraven mientras convence a White Tiger para vengar a su padre. White Tiger decide no tomar la vida de Kraven como se escapa. White Tiger y Spider-Man doble equipo de Kraven y noquearlo por ella, llama a S.H.I.E.L.D. para recoger a Kraven.
  - En el episodio 6, «Los Seis Siniestros», Kraven es reclutado por el equipo de super-villanos junto con el Doctor Octopus, Escarabajo, Rhino, Electro y Lagarto (siendo controlado por Ock). Cuando el equipo de Spider-Man lucha contra los Seis Siniestros, Kraven combate contra White Tiger pero es derrotado por Nova, después que el equipo de Spider-Man derrotó a los Seis Siniestros en la estatua de la libertad, son encarcelados en el Tri-carrier de S.H.I.E.L.D, mientras el Lagarto había eludido en ser capturado y escapo.
  - En el episodio 25, «El Regreso de los Seis Siniestros», Kraven es liberado por el Doctor Octopus y Lagarto y también liberan a los miembros de la Isla de Ryker, Rhino, Electro y Escorpión y ellos se equipan con una armadura de alta tecnología a partir de la tecnología OsCorp robado. Kraven tiene una armadura de león con temas con las garras afiladas como cuchillas mecánicas. Kraven lucha contra Spider-Man y luego contra White Tiger, una vez más. También ayuda en la banda de asalto del grupo en Iron Patriot. Con el tiempo, Spider-Man fue capaz de derrotar a Kraven junto con los otros seis siniestros.
- Regresa en la tercera temporada:
  - En el episodio 7, «El Hombre Araña Salvaje», Kraven se une con el Supervisor en un plan para atraer a Ka-Zar a Nueva York por el secuestro de Zabu de manera que puede reclutar Supervisor a Ka-Zar a su lado. Durante la lucha contra Supervisor y de Kraven con Spider-Man, Ka-Zar y Wolverine, Kraven utiliza un dardo con un veneno especial a Spider-Man, que lo transforma en un monstruo arácnido salvaje. Al ser perseguido a Manhattan por Spider-Man, Wolverine y Ka-Zar, Kraven pretende realizar un ritual para convertirse en inmortal a costa de sacrificar a Zabu al atardecer (con el ritual que ocurre una vez cada mil años), mientras que Supervisor planea obtener Ka-Zar en su lado. Con la ayuda de Wolverine que se ocupa de Supervisor, Spider-Man y Ka-Zar derrotan a Kraven que trata de golpear a Zabu en su corazón, desde el puente sólo para Spider-Man y Ka-Zar para salvar a Zabu antes de que pueda caer en el río. Kraven está detenido posteriormente por SHIELD.
  - En el episodio 23, «Concurso de Campeones», Parte 1, las piezas de Gran Maestro que son Kraven el cazador con Molten-Man y Wendigo en el juego de «Último equipo en pie» contra el equipo de Spider-Man, Iron Man y Hulk del Coleccionista. Kraven el cazador coordinado con Molten Man y Wendigo en la batalla durante el uso de algunos de sus trampas. Cuando es perseguido por Hulk, Kraven utiliza un polen especial que dejó fuera a Hulk en sacarlo del juego, al igual que Iron Man. Después, Spider-Man hizo trucos que eliminaron a Wendigo y Molten Man del juego, Spider-Man se enfrenta a Kraven el cazador y finalmente, lo derrota lo que permite al Coleccionista para anotar la primera victoria contra el Gran Maestro.
- Regresa en la cuarta temporada:
  - En el episodio 2, «El Ataque de HYDRA» Pt. 2, el Doctor Octopus libera a Kraven el Cazador, Batroc el saltador y Boomerang desde el calabozo de la que se convirtió el Tri-carrier de S.H.I.E.L.D. en la isla HYDRA, donde se lleva a cabo un concurso en el que cualquiera puede capturar con éxito a Spider-Man y se unirá a su más reciente encarnación de los Seis Siniestros. Kraven el cazador sigue Spider-Man y Araña Escarlata en los desagües, donde se logró traer algunas tuberías hacia abajo sobre él. Más tarde, Kraven el cazador se enfrenta a Spider-Man en la isla HYDRA, en un intento de derrotar a él sólo para ser eliminado de la isla HYDRA por Araña Escarlata.
  - En el episodio 6, «El Doble Agente Venom», Kraven el Cazador se divierte en su nueva armadura HYDRA como él caza Spider-Man y Araña Escarlata. Después de secuestrar a Escarlata, Kraven el cazador lo lleva al espacio, donde descubre Spider-Man que se dirige a la Isla HYDRA que regresó. Después de Spider-Man y Araña Escarlata liberan a Flash Thompson tras su separación del simbionte Venom, el Doctor Octopus lanza a Kraven el cazador en el simbionte Venom que le da la apariencia de un león humanoide. Flash fue capaz de obtener el simbionte Venom de Kraven el cazador y ayudarlo a derrotarlo.
  - En el episodio 11, «Los Nuevos 6 Siniestros», Pt. 2, Kraven el Cazador aparece como miembro de los Seis Siniestros del Doctor Octopus cuando atacan el Triskelion. Durante la batalla, Kraven el Cazador usa un dispositivo que hace que Cloak pierda el control de su teletransportación.
  - En los 2 episodios finales, «Día de Graduación», Kraven el Cazador pelea con Cloak y Dagger, Chica Ardilla y Tritón en los muelles junto a Buitre. Mientras atrapaba a Cloak, Kraven el Cazador fue engañado para retroceder en una de sus trampas. Al salir de su celda, Kraven el Cazador se unió al Superior de Seis Siniestros. Durante la batalla final en Oscorp, Kraven el Cazador se irritó con las bromas sin fin de Spider-Man y se preparó para destruirlo, pero no antes de que Rhino y Buitre dejaran caer escombros sobre él dejándolo inconsciente.
- Kraven el Cazador aparece en Spider-Man, con la voz de Troy Baker.[52] Además de albergar su propio reality show (al igual que su contraparte de Ultimate Marvel), esta versión tiene cabello largo, una catarata en el ojo izquierdo, una raya roja que se maquilla en las áreas de los ojos, rasguños en partes de su cuerpo, y un brazo derecho cibernético. En el episodio «La Sorprendente Cacería de Kraven» (que también es el nombre de su espectáculo), tras ser contratado por Norman Osborn, Kraven el Cazador transmite su último proyecto de caza para ser Spider-Man. Para atraerlo, alistó a Escorpión. Una vez hecho esto, Kraven el Cazador luchó contra ambos Spider-Men al ser contactado por Norman Osborn para traer al otro Spider-Man también. Cuando Kraven el Cazador comenzó a desviarse del trato y luchó contra Spider-Man en el Zoológico de Central Park, Buitre noquea a Kraven el Cazador con un ataque sónico y luego noquea a Spider-Man para que Norman Osborn pueda obtener ADN de Spider-Man en una de sus instalaciones. Cuando Miles Morales se infiltra en una instalación de Oscorp para rescatar a Spider-Man, engaña a Buitre para que destruya algo inestable, lo que provoca que tanto Norman Osborn como Buitre escapen mientras Spider-Man y Miles Morales liberan a Kraven el Cazador, lo que le permite escapar. Más tarde aparece en «Spider Island Part 3» mientras comienza a perseguir a Gwen Stacy y Norman Osborn (que han mutado a Man-Spiders), pero es detenido por Peter Parker, Anya Corazon y Harry Osborn.
- Kraven el Cazador aparece en Avengers: Black Panther's Quest, el episodio «T'Challa Royale» con la voz de Troy Baker.[53] Al igual que la serie de televisión de Spider-Man 2017, tiene el mismo aspecto y programa de televisión, excepto por la falta de cataratas en su ojo derecho, sin rasguños, y ahora con una barba. Cuando la Pantera Negra va a Pele Pele al rastrear a N'Jadaka al llegar allí, Kraven el Cazador lo emboscó, donde N'Jadaka le había otorgado a él y a su equipo de producción la aprobación para filmar su caza de Pantera Negra en Pele Pele. Usando un dispositivo que hace que el traje de la Pantera Negra sea impotente, Kraven caza a la Pantera Negra en todo Pele Pele. Pantera Negra cambia la marea contra Kraven el Cazador y lo derrota. Luego, Pantera Negra destruye la cámara declarando que el espectáculo desilusiona a los que lo transmitieron en vivo.

### Película
- Marc Webb confirmó que la lanza de Kraven el Cazador aparece en los créditos finales de The Amazing Spider-Man 2. Webb también confirmó que Kraven habría aparecido como miembro en la película The Sinister Six y en The Amazing Spider-Man 3 si fueran producidos.[54][55]

#### Marvel Cinematic Universe
- El director de Black Panther, Ryan Coogler, reveló que originalmente planeó incluir a Kraven en la película.[56]

#### Universo Spider-Man de Sony
- Se anunció que Sony desarrollará una película Kraven the Hunter como parte del Universo Spider-Man de Sony, con Richard Wenk escribiendo la película y mirando a Antoine Fuqua para dirigir la película. Wenk dijo que la película estará inspirada en La última caza de Kraven.[57][58][59] En mayo de 2021, se anunció que Aaron Taylor-Johnson había sido elegido para el papel principal y que Chandor dirigiría. Esta versión él fue atacado por un león antes de ser salvado por Calypso, quien le dio una poción que le otorgó las habilidades de los mayores depredadores de la naturaleza. Desde entonces, Kraven usa sus nuevos poderes para cazar cazadores furtivos.

### Videojuegos
- En el videojuego Spider-Man de 2000, hay una guarida secreta en modo de entrenamiento que contiene pieles de animales, armas y cajas que dicen «Propiedad de Sergei Kravinoff».
- Kraven el Cazador es un personaje principal en Spider-Man 2: The Sinister Six.
- Kraven el Cazador aparece como un jefe en la versión para Xbox de Spider-Man, con la voz de Peter Lurie. Bajo Norman Osborn, de acuerdo con las órdenes, envenena a Spider-Man con un gas tóxico y lo mete en un laberinto, lo que obliga a Spider-Man a evitar varias trampas (y los intentos de Kraven de dispararle) ya que el veneno lo debilita. Después del nivel del laberinto, Spider-Man lucha contra Kraven por la cura. Inicialmente, Kraven usa un rifle de caza para disparar a Spider-Man, pero después de un breve tiempo, usa una poción que mejora la fuerza que lo hace prácticamente invulnerable al ataque físico, y comenta que «Un verdadero cazador no necesita armas», aunque a pesar de esto, Spider-Man gana poniendo a Kraven en la cárcel por sus crímenes. También apareció en la versión de Game Boy Advance del juego como un mercenario que trabaja para Osborn. Primero pelea contra Spider-Man en la bodega de un barco y es relativamente fácil de vencer. Aparece de nuevo más tarde en un funhouse en Coney Island, donde demuestra todas sus habilidades y es aún más difícil de vencer que antes. Se refiere a Spider-Man como «Man-Spider» hasta su segunda derrota cuando finalmente dice el nombre correcto e informa a Spider-Man que el Duende Verde sabe dónde vive Mary Jane Watson. Kraven el Cazador decide esperar a la policía por respeto a Spider-Man.
- En Ultimate Spider-Man, hay carteles publicitarios que anuncian la serie de televisión Kraven the Hunter en toda la ciudad de Nueva York.
- Kraven aparece como un jefe en Spider-Man 3, con la voz de Neil Kaplan. En esta versión, usa una cola de caballo y está asociado con Calypso (solo presente en las versiones de PS3 y Xbox 360 del juego). Estaban cazando al Lagarto (junto con un grupo de secuaces que tienen trampas explosivas en las alcantarillas) cuando Spider-Man de traje negro apareció y luchó contra Kraven. En su batalla con Spider-Man, usa pociones que le dan las habilidades de un oso, un cuervo y una pantera negra, así como la habilidad de volverse invisible cerca del final de la pelea. Kraven y Calypso finalmente se escaparon mientras Spider-Man luchaba contra Mega-Lagarto.
- Kraven el Cazador aparece en las versiones de PlayStation 2 y PSP de Spider-Man: Web of Shadows, con la voz de Dwight Schultz. Spider-Man lo encuentra en las alcantarillas que cazan a Rhino después de algunos roces con las trampas de Kraven. Spider-Man finalmente encuentra a Kraven el Cazador y lo derrota.
- Kraven el Cazador aparece en Spider-Man: Shattered Dimensions, con la voz de Jim Cummings.[60] En el primer segmento de Amazing, Kraven secuestró a Spider-Man y lo llevó a un templo en la jungla para cazarlo en sus propios términos con sus estudiantes. Spider-Man escapó rápidamente, pero Kraven tiene una parte de la Tabla de Orden y Caos que le ha dado una velocidad mejorada hasta el punto donde la mayoría de los ataques de Spider-Man son esquivados fácilmente. Spider-Man debe obtenerlo y en un giro a la fórmula habitual de Kraven / Spider, Spider-Man caza el Kraven a través de las selvas de Kraven. Spider-Man derrota a Kraven en la parte superior del templo y reclama el pedazo de la Tabla de Orden y Caos. Durante los créditos, Kraven se muestra persiguiendo a un conejo.como un gato probablemente debido a una lesión en la cabeza (su cabeza está vendada). En la versión de Nintendo DS del juego, la versión Noir de Calypso planeaba usar la tableta de Orden y el fragmento del Caos para formar un ejército de zombis y resucitar la versión Noir de Kraven, lo que indica que esta versión de Kraven está muerta.
- Si bien no aparece en Ultimate Marvel vs. Capcom 3, uno de los nuevos trajes de Mike Haggar se basa en la apariencia de Kraven el Cazador.[61]
- Kraven el Cazador aparece como un personaje jugable en Lego Marvel Super Heroes, con la voz de JB Blanc.[62]
- Kraven el Cazador aparece en The Amazing Spider-Man 2, con la voz de Steven Blum. Aparece como un mentor de Spider-Man, entrenándolo para convertirse en el mejor cazador, habiendo venido a Nueva York para cazar las especies cruzadas lanzadas en el juego anterior. Kraven el Cazador tiene los trofeos de peluche de las especies cruzadas; Escorpión, Iguana y Nattie en su desván como resultado combinado de actuar en defensa propia y salvar a las víctimas de la especie cruzada. Aunque ofrece consejos útiles a Spider-Man para rastrear criminales, cuando está dispuesto a dejar que Cletus Kasady mata a un hombre mientras él y Spider-Man miran, Spider-Man se da cuenta de que Kraven favorece una crueldad que no puede tolerar. Más tarde se entera de que Kraven está contratando a Wilson Fisk como un «consultor de seguridad», los dos hombres que manipulan a Spider-Man para ayudar a eliminar a los rivales de Fisk para que pueda establecerse como la figura principal del crimen en Nueva York. Spider-Man derrota a Kraven el Cazador en Central Park y lo deja pegado a un árbol.
- Kraven el Cazador aparece en Marvel Heroes.
- Kraven es un personaje jugable y un villano en Marvel Future Fight.
- Kraven se puede jugar en Marvel Puzzle Quest.[63]
- Kraven el Cazador aparece como un personaje jugable en Lego Marvel Super Heroes 2.[64]

- Kraven aparece como uno de los enemigos principales en Marvel Spiderman 2[65]

### Periódico
- Kraven el Cazador aparece en una línea de la historia en la edición del periódico The Amazing Spider-Man a partir de la tira del 8 de octubre de 2012. Los créditos de línea de Stan Lee, Larry Lieber y Alex Saviuk. En esta historia, Kraven fue condenado a prisión preventiva por ayudar a la ciencia médica mediante la localización de una planta rara. Él está apareciendo en el Jungle World Casino en un gran espectáculo de animales.[66]

### Teatro
- Kraven el Cazador aparece en el musical de Spider-Man: Turn Off the Dark como miembro de los Seis Siniestros y es interpretado por Christopher Tierney. En esta versión, Kraven comienza como un científico, que es experimentado por el Duende Verde y luego manipulado para unirse a los Siniestros.[67]

### Modelo
- Kraven el Cazador es el oponente derrotado por Spider-Man en el kit de modelo de plástico Aurora de 1966.[68]